# Пропавшая принцесса страны Оз
«Пропавшая принцесса страны Оз» (англ. The Lost Princess of Oz) — книга американского писателя Лаймена Баума, одиннадцатая книга из серии о сказочной стране Оз. Опубликована 5 июня 1917 года. Книга была посвящена новорожденной внучке автора Озме Баум, дочери младшего сына автора Кеннета Баума.
Сюжет книги связан с таинственным исчезновением принцессы Озмы — правительницы страны Оз и посвящён розыскам принцессы, которые ведут Дороти вместе с Волшебником. Во введении к книге Баум отмечал, что на её создание его вдохновило письмо одной юной читательницы, которая написала ему: «Мне будет очень жаль, если принцесса Озма когда-нибудь получит травму или пропадёт».
Рут Пламли Томпсон заимствовала сюжет книги для своего романа 1937 года «Семиручка Мэнди в стране Оз». Лягуш и Куки вновь появляются в романе Джеффа Фридмана 1994 года «The Magic Dishpan of Oz».